# Nina Mae McKinney
Nina Mae McKinney (Lancaster (South Carolina), 13 juni 1912 - New York, 3 mei 1967) was een Amerikaans actrice. McKinney was een van de eerste Afro-Amerikaanse filmsterren.

## Biografie
Nina Mae McKinney werd geboren als een dochter van Georgia en Hall McKinney in South Carolina. Haar ouders verhuisden tijdens de Grote Migratie naar New York en lieten hun dochter bij haar tante achter. Op vijftienjarige leeftijd verliet ze haar school om een carrière in de filmindustrie na te jagen en verhuisde naar New York waar ze bij haar ouders ging wonen. Ze mocht vervolgens mee dansen in een productie op Broadway en werd daar door King Vidor gescout voor een belangrijke rol in de film Hallelujah.
Na Hallelujah tekende McKinney een contract bij MGM waar ze de eerste Afro-Amerikaanse actrice werd die daar onder een meerderjarig contract kwam te staan. Ze schitterde ook in producties van andere maatschappijen zoals bijvoorbeeld in Sanders of the River. Vanwege het racisme in de Amerikaanse filmindustrie verhuisde ze in 1932 naar Parijs en werkte ze een aantal jaar in Europa, voor ze door de Tweede Wereldoorlog gedwongen werd terug te keren naar Amerika. Na de oorlog keerde ze weer terug naar Europa, om in 1960 definitief terug te keren naar Amerika. Ze overleed zeven jaar later aan een hartaanval.

## Filmografie
| Jaar | Titel                     | Rol                      | Opmerkingen       |
| ---- | ------------------------- | ------------------------ | ----------------- |
| 1929 | Hallelujah!               | Chick                    |                   |
| 1930 | They Learned About Women  | Specialty Singer         | Niet gecrediteerd |
| 1931 | Safe in Hell              | Leonie - de hotelmanager |                   |
| 1932 | Pie, Pie Blackbird        | Miss Nina                |                   |
| 1932 | Passing the Buck          |                          |                   |
| 1934 | Kentucky Minstrels        |                          | Niet gecrediteerd |
| 1935 | Sanders of the River      | Lilongo                  |                   |
| 1935 | Reckless                  | Zangeres                 |                   |
| 1936 | The Lonely Trail          | Danseres                 | Niet gecrediteerd |
| 1938 | Gang Smashers             | Laura Jackson            |                   |
| 1939 | The Devil's Daughter      | Isabelle Walton          |                   |
| 1939 | Straight to Heaven        | Ida Williams             |                   |
| 1944 | Dark Waters               | Florella                 |                   |
| 1944 | Together Again            | Hulp                     |                   |
| 1945 | The Power of the Whistler | Flotilda                 |                   |
| 1946 | Mantan Messes Up          | Nina                     |                   |
| 1946 | Night Train to Memphis    | Hulp                     |                   |
| 1947 | Danger Street             | Veronica                 |                   |
| 1949 | Pinky                     | Rozelia                  |                   |
| 1950 | Copper Canyon             | Theresa                  |                   |